# Pont-l’Évêque (Calvados)
Pont-l’Évêque – miejscowość i gmina we Francji, w regionie Normandia, w departamencie Calvados, położona nad rzeką Touques. W 2013 roku populacja ówczesnej gminy wynosiła 4619 mieszkańców.
Dnia 1 stycznia 2019 roku połączono dwie wcześniejsze gminy: Pont-l’Évêque oraz Coudray-Rabut. Siedzibą gminy została miejscowość Pont-l’Évêque, a nowa gmina przyjęła jej nazwę.